# Bociniec
Bociniec (prononciation : [bɔˈt͡ɕiɲet͡s]) est un village polonais de la gmina de Pobiedziska dans le powiat de Poznań de la voïvodie de Grande-Pologne dans le centre-ouest de la Pologne.
Il se situe à environ 4 kilomètres à l'est de Pobiedziska (siège de la gmina) et à 29 kilomètres à l'est de Poznań (siège du powiat et capitale régionale).

## Histoire
De 1975 à 1998, le village faisait partie du territoire de la voïvodie de Poznań.

Depuis 1999, Bociniec est situé dans la voïvodie de Grande-Pologne.